# أليسيا كوبولا
أليسيا كوبولا (بالإنجليزية: Alicia Coppola)‏ مواليد 12 أبريل 1968 في نيويورك، الولايات المتحدة، هي ممثلة أمريكية بدأت مسيرتها الفنية عام 1991. درست في جامعة نيويورك.

## وصلات خارجية
- أليسيا كوبولا على موقع IMDb (الإنجليزية)
- أليسيا كوبولا على موقع روتن توميتوز (الإنجليزية)
- أليسيا كوبولا على موقع ألو سيني (الفرنسية)
- أليسيا كوبولا على موقع أول موفي (الإنجليزية)
- أليسيا كوبولا على موقع قاعدة بيانات الأفلام السويدية (السويدية)
- أليسيا كوبولا على موقع إن إن دي بي (الإنجليزية)
- أليسيا كوبولا على موقع قاعدة بيانات الفيلم (الإنجليزية)
- أليسيا كوبولا على موقع كينوبويسك (الروسية)